# Pyle (Royaume-Uni)
Pour les articles homonymes, voir Pyle.
Pyle (en anglais) ou Y Pîl (en gallois) est un village et une communauté du borough de comté de Bridgend, au pays de Galles.

## Géographie
Outre Pyle proprement dit, la communauté comprend également le village voisin de Kenfig Hill / Mynydd Cynffig (en).

## Histoire
Elle est créée en 2002 lorsque l'ancienne communauté de Cynffig (en) est scindée entre Pyle au nord et Cornelly / Corneli au sud.

## Démographie
Au recensement de 2011, elle comptait 7 405 habitants.